# Ustroje szkieletowe
Ustroje szkieletowe – rodzaje głównej konstrukcji nośnej budynku. Mają szerokie stosowane w budynkach, w których występuje potrzeba pomieszczeń o większej przestrzeni bez ścian i o małej liczbie słupów. Są to najczęściej pomieszczenia handlowe, magazynowe, produkcyjne, biurowe itp. Ustroje szkieletowe budynków wielokondygnacyjnych wykonuje się w konstrukcji żelbetowej monolitycznej i prefabrykowanej oraz stalowej.
W zależności od wysokości budynku i jego przeznaczenia mogą być stosowane następujące ustroje nośne:
- ramowe płaskie lub przestrzenne
- trzonowe
- ramowo-ścianowe, ramowo-tężnikowe
- powłokowe pojedyncze
- powłokowe podwójne (trzonowo-powłokowe)
- wiązki powłok (powłokowe z kratownicą)